# Mary Rosamund Haas
Mary Rosamund Haas (Richmond, Indiana, 1910-1996) és una lingüista estatunidenca, casada amb el també lingüista Morris Swadesh. Estudià a l'Earlham College. A la Universitat de Chicago es graduà en filologia comparativa, i va rebre el doctorat en lingüística a la Universitat Yale el 1935 amb la dissertació A Grammar of the Tunica Language (tunica era una llengua ameríndia parlada a Louisiana). Haas va treballar amb el darrer parlant fluent de tunica, Sesostrie Youchigant, i en va obtenir extensos vocabularis i gramàtiques. Més tard, contactà amb els dos darrers parlants de natchez a Oklahoma, Watt Sam i Nancy Raven, i en va treure nombrosa informació sobre la llengua. Es va especialitzar en la classificació de les llengües ameríndies, i juntament amb Charles F. Voegelin va proposar la classificació acceptada actualment, que supera en alguns aspectes la proposada anteriorment per Edward Sapir. Després de la Segona Guerra Mundial es dedicà a l'estudi de les llengües tai, i fou una de les pioneres de l'estudi de les llengües siameses als EUA. El 1963 fou nomenada presidenta de la Linguistic Society of America.